# Сітізенс (футбольний клуб)
Сітізенс Футбол Клуб або просто Сітізенс (англ. Citizens Football Club) — професіональний футбольний клуб з Намібії, який представляє місто Віндгук.

## Історія
Попередником «Сітізенс» був футбольний клуб, який було засновано в 2012 році під назвою «Моніторінгс Саксесс Коледж». 
Футбольний клуб «Сітізенс» було засновано 27 вересня 2013 року в столиці Намібії, у місті Віндгук. Клуб в сезоні 2012/2013 років переміг у Другому дивізіоні Чемпіонату Намібії з футболу, та отримав право наступного сезону виступати в Першому дивізіоні Чемпіонату Намібії з футболу (зона «Південь»). А вже в 2014 році клуб вийшов до фіналу національного Кубку. Суперником «Сітізенс» у фіналі був старший та досвідченіший Африканс старз. В цілому команда показала гідну гру, але поступилася досвідченішому супернику. Назва клубу в черговий раз пролунала, коли гравець клубу Леслі Соабеб завоював Золоту Бутсу найкращого бомбардира турніру. Іншим вагомим досягненням «Сітізенс» була перемога 2014 року в Першому дивізіоні Чемпіонату Намбібії з футболу (зона «Південь»). Цей успіх дозволив клубу починаючи з сезону 2014/15 років клуб виступає у більш престижному змаганні — намібійській футбольній Прем'єр-лізі.

## Соціальна спрямованість клубу
Клуб було створено з метою сприяння соціально-економічного розвитку країни шляхом створення нових робочих місць. Засновники клубу вирішили звертати особливу увагу на пошук місцевих молодих футбольних талантів, в структурі клубу існують дитячо-юнацькі футбольні команди (від U-11 до U-19).
інший напрямок, на який керівництво клубу регулярно звертає увагу, це проблема безробіття серед молоді та допомоги молодим намібійцям, які опинилися в складних життєвих ситуаціях. Саме цим молодим людям клуб надає можливісті спробувати свої сили в структурі клубу (чи то в ролі футболіста, або на інших посадах у клубі). Для початку ці люди отримують неповний робочий день. Цими заходами клуб, з одного боку, допомагає державі подолати проблему безробіття серед молоді, а з іншого, організовує дозвілля та відпочинок молодих людей шляхом пропаганди серед них спорту та здорового способу життя.

## Досягнення
- Перший дивізіон Чемпіонату Намібії з футболу (зона «Південь»): 1 перемога

 Чемпіон (1) 2013/2014
- Другий дивізіон Чемпіонату Намібії з футболу: 1 перемога

 Чемпіон (1) 2012/2013
- Кубок Намібії Бідвест: 0 перемог

 Фіналіст (1): 2014